# Miguel Arroyo Rosales
Miguel Arroyo Rosales (castellà: Miguel Arroyo)  (Huamantla, 6 de desembre de 1966 - Estat de Puebla, 30 de gener de 2020) va ser un ciclista mexicà, que fou professional entre 1989 i 1996.

## Palmarès
Palmarès
- 1991
  - Vencedor d'una etapa a la Ruta Mèxic
- 1993
  - Vencedor d'una etapa a la Redlands Bicycle Classic
  - Vencedor d'una etapa a la Ruta Mèxic
- 1998
  - 1r a la Ruta Mèxic
- 1999
  - 1r a la Volta a Costa Rica
- 2000
  -  Campió de Mèxic en ruta
  - Vencedor d'una etapa a la Volta a Guatemala

### Resultats al Tour de França
- 1994. 48è de la classificació general
- 1995. 61è de la classificació general
- 1997. 76è de la classificació general

### Resultats a la Volta a Espanya
- 1992. 36è de la classificació general
- 1995. Abandona

### Resultats al Giro d'Itàlia
- 1989. 60è de la classificació general
- 1991. 25è de la classificació general